# Самолетна катастрофа в Мюнхен
Самолетната катастрофа в Мюнхен се случва в Западна Германия на 6 февруари 1958 г.
В самолета е футболният отбор на Манчестър Юнайтед, наречен „Бебетата на Бъзби“, заедно с поддръжници и журналисти. Загиват на място 20 от 38-те души в самолета. Ранените, някои в безсъзнание, са откарани в болница в Мюнхен, където още 3 души умират, което довежда до 23 жертви и 21 оцелели.
Отборът се връща от мач за КЕШ в Белград, СФР Югославия, където надделява над „Цървена звезда“, за да премине към полуфиналите на състезанието. Самолетът каца междинно в Мюнхен, за да зареди с гориво. След зареждането пилотите Джеймс Тайн и Кенет Раймънт 2 пъти отлагат излитането заради увеличеното налягане в левия двигател. Опасявайки се, че ще закъснеят прекалено много, капитан Тайн започва 3-ти опит за излитане. Вали сняг и в края на пистата се образува слой киша. Самолетът навлиза в кишата, хлъзга се и минава през ограда отвъд края на пистата, лявото крило се откъсва, след като удря къща. Страхувайки се, че самолетът може да избухне, Тайн започва да евакуира пътниците, вратарят Хари Грег на „Манчестър Юнайтед“ помага да се измъкнат оцелелите от останките.
Разследване от страна на властите на летищата в Западна Германия първоначално обвинява Тайн. По-късно е установено, че катастрофата е причинена от кишата на пистата, което забавя твърде много самолета, за да излети. Тайн е освободен през 1968 г., 10 години след инцидента.
Манчестър Юнайтед по това време се опитва да стане третият клуб, който печели три последователни титли в английската лига. Те са на шест точки зад лидерите на лигата Уулвърхямптън Уондърърс. Катастрофата не само спира амбициите им за титлата тази година, но и разрушава ядрото на това, което може да бъде едно от най-големите поколения играчи в английската история на футбола. Отнема 10 години, докато клубът се възстанови, като Бъзби възстановява отбора и печели европейската купа през 1968 г. с новото поколение „Бебета“.

## Предистория
През април 1955 г. УЕФА създава КЕШ, футболен турнир за клубовете шампиони на европейските нации, филиали на УЕФА, който да започне през сезон 1955/56. Победителите в английската лига Челси обаче отказват да участват. На следващия сезон английската лига е спечелена от Манчестър Юнайтед, воден от Мат Бъзби. Футболната лига отново отказва тяхното участие, но Бъзби и неговия шеф Харолд Хардман с помощта на председателя на футболната асоциация Стенли Роуз се обявяват за участие и Юнайтед става първият английски отбор, който играе в Европа.
Отборът, известен като „Бебетата на Бъзби“ заради младостта си, стига до полуфиналите, където е надвит от бъдещия победител – Реал Мадрид. Спечелването на титлата на първа дивизия още през този сезон означава квалификация за турнира от 1957/58. Домакинските шампионатни срещи са в събота, а европейските мачове в средата на седмицата, така че въпреки че пътуването със самолет е рисковано, това е единственият избор, ако Юнайтед иска да участва.
След като преодоляват Шамрок Роувърс и Дукла Прага в предварителния и първи кръг съответно, Юнайтед се изправя пред Цървена звезда Белград от Югославия за четвъртфиналите. След като ги побеждава с 2:1 на Олд Трафорд на 14 януари 1958 г., клубът трябва да пътува до Югославия за реванша на 5 февруари. На връщане от Прага в предишния кръг, мъглата над Англия не позволява на отбора да отлети обратно за Манчестър, така че те отлетяват до Амстердам, преди да вземат ферибота от Хоук Холанд до Харвич и след това влак до Манчестър.
Нетърпелив да не пропусне мачовете на футболната лига и да не преживее трудно пътуването, клубът наема самолет от British Airways от Манчестър за Белград за далечния мач срещу Цървена звезда. Мачът завършва 3:3, но това е достатъчно да изпрати Юнайтед на полуфиналите. Излитането от Белград е отложено с 1 час след като Джони Бери губи паспорта си, а самолетът пристига в Мюнхен за зареждане на гориво в 13:15 GMT.

## Сблъсъкът
В 14:19 GMT от контролната кула в Мюнхен е съобщено, че самолетът е готов да излети и е дадено разрешение за излитане, изтичащо в 14:31 часа. Раймънт отлага излитането, след като Тайн забелязва, че маншонът за налягането не е стабилен, когато самолетът достига пълна мощност и двигателят звучи странно, докато се ускорява. Вторият опит е направен три минути по-късно, но се отказва след 40 секунди. След втория провал пътниците се оттеглят в салона на летището. Тогава започва да вали сняг тежко и изглежда малко вероятно самолетът да излети. Дънкан Едуардс от Манчестър Юнайтед изпраща телеграма до ханджията си в Манчестър. Той пише: „Всички полети са отменени, летим утре, Дънкан.“
Пътниците са призовани обратно в самолета 15 минути след като го напускат.
Няколко от играчите не са уверени, че може да се проведе полетът, особено Били Уилън, който казва: „Това може да е смърт, но аз съм готов“. Други, включително Дънкан Едуардс, Томи Тейлър, Марк Джоунс, Еди Колман и Франк Суифт, се преместват в задната част на самолета, вярвайки, че е по-безопасно. След като всички са на борда, Тайн и Раймент стартират самолета в 14:56 ч. В 14:59 часа те стигат до мястото за излитане на пистата, където получават разрешение да се подредят, готови за излитане. На пистата провеждат окончателни проверки в пилотската кабина и в 15:02 часа им е казано, че разрешението им ще изтече в 15:04 ч. Пилотите се съгласяват да се опитат да излязат. В 15:03 те казват на контролната кула своето решение.
Раймънт премества напред бавно лоста за увеличаване оборотите на двигателя и освобождава спирачките, а самолетът започва да ускорява.
Самолетът се плъзга от края на пистата, разбива се в оградата около летището и по пътя преди да спре едното му крило се откъсва, тъй като се удря в къща, в която живее шестчленно семейство. Част от опашката на самолета е откъсната, преди лявата страна на пилотската кабина да удари дърво. Дясната страна на корпуса удря дървена колиба, в която има камион пълен с гуми и гориво, които експлодират. 20 пътници загиват на борда, а 3 умират по-късно в болницата.
Когато вижда пламъците около пилотската кабина, Тайн се страхува, че самолетът ще експлодира и казва на екипажа си да се евакуира. Стюардесите Розмари Шевертън и Маргарет Белис са първите, които излизат през счупен авариен прозорец, следвани от Бил Роджърс. Раймънт е затиснат на мястото си при смачкания фюзелаж и казва на Тайн да излезе без него.
Междувременно в кабината вратарят Хари Грег идва в съзнание, мислейки че е мъртъв. Той чувства кръвта на лицето си и „не смее да постави ръката си, [той] смята, че върхът на главата му я няма като смачкано варено яйце“. Той също успява да спаси някои пътници.

## Жертви

### Екипаж
- Капитан Кенет Раймент – пилот. (Оцелява при катастрофата, но умира 5 седмици по-късно в болница, вследствие на раните си по главата)
- Том Кейбъл – стюард в кабината

### Футболисти
- Джефри Бент (27.09.1932 Селфорд, Англия-06.02.1958 Мюнхен, Германия)
- Роджър Бърн (08.09.1929 Гортън, Англия-06.02.1958 Мюнхен, Германия)
- Еди Колман (01.11.1936 Манчестер, Англия-06.02.1958 Мюнхен, Германия)
- Дънкан Едуардс (Оцелява при катастрофата, но умира 15 дни по-късно в болница)
- Марк Джоунс (15.06.1933 Уомбуел, Англия-06.02.1958 Мюнхен, Германия)
- Дейвид Пег (20.09.1935 Хайфийлдс, Англия-06.02.1958 Мюнхен, Германия)
- Томас Тейлър (29.02.1932 Барнзли, Англия-06.02.1958 Мюнхен, Германия)
- Били Уилън (01.01.1935 Дъблин, Ирландия-06.02.1958 Мюнхен, Германия)

служители
- Уолтър Крикмър – клубен секретар
- Том Къри – треньор
- Бърт Уейли – главен треньор

### Журналисти
- Алф Кларк, Manchester Evening Chronicle
- Дони Дейвис, Manchester Guardian
- Джордж Фалоус, Daily Herald
- Том Джаксън, Manchester Evening News
- Арчи Ледбрук, Daily Mirror
- Хенри Роуз, Daily Express
- Франк Суифт, News of the World (бивш вратар на Англия и Манчестър Сити, умира на път за болницата)
- Ерик Томпсън, Daily Mail

други
- Бела Миклош – пътнически агент
- Уили Сатиноф – фен, близък приятел на Мат Бъзби

## Оцелели

### Екипаж
- Маргарет Белис, стюардеса (починала 1998 г.)[21]
- Розмари Шевертън, стюардеса
- Джордж Роджърс, радио оператор (починал 1997 г.)
- Капитан Джеймс Тайн, пилот (починал 1975 г.)[22]

### Футболисти
- Джони Бери (никога не играе повече, починал 1994 г.)[23]
- Джаки Бленчфлауър (никога не играе повече, починал 1998 г.)[24]
- Боби Чарлтън
- Бил Фолкс (починал 2013 г.)[25]
- Хари Грег (починал 2020 г.)
- Кени Моргънс (починал 2012 г.)[26]
- Албърт Скенлън (починал 2009 г.)[27]
- Денис Вайълет (починал 1999 г.)[28]
- Рей Ууд (починал 2002 г.)[29]

служители
- Мат Бъзби, старши треньор (починал 1994 г.)[30]

### Журналисти
- Тед Елиярд, Daily Mail телеграфист (починал 1964 г.)
- Питър Хауърд, Daily Mail фотограф (починал 1996 г.)[31]
- Франк Тейлър, News Chronicle репортер (починал 2002 г.)[32]

други
- Вера Лукич, съпруга на югославски дипломат, и нейното бебе, Весна. Спасени са от вратаря Хари Грег. По това време, Вера Лукич е бременна със сина си Зоран.[33]
- Елеанор Миклош, съпруга на Бела Миклош
- Небойша Томашович, югославски дипломат (починал 2017 г.)[34]